# Busójárás

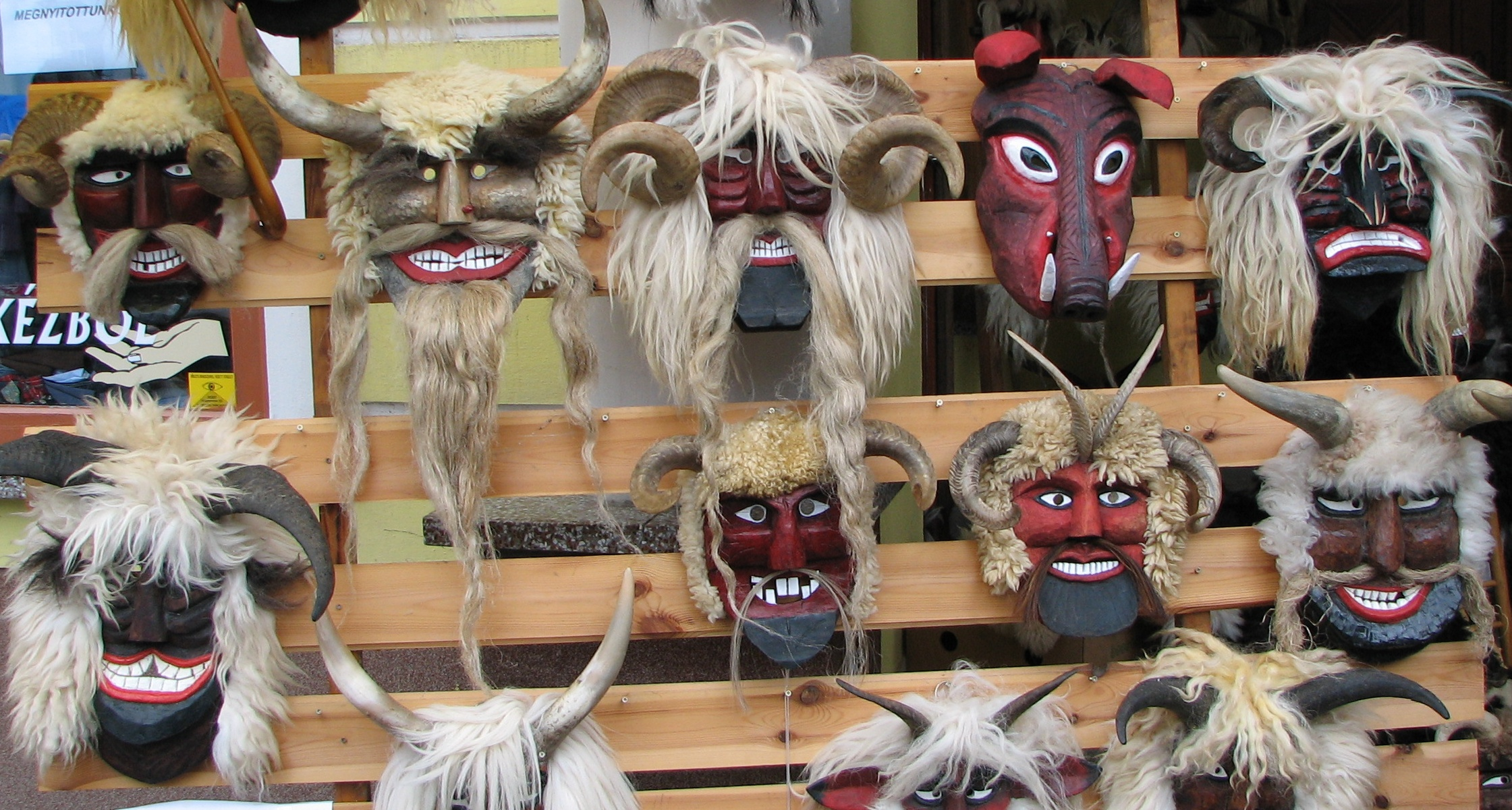
Busó-masker (Mohács, februari 2006)

Busójárás (ungerska, betyder "Busó-vandring"; på kroatiska: Pohod bušara) är ett årligt firande av Šokci (kroater) som bor i staden Mohács i Ungern. Festen hålls i slutet av karnevalsperioden ("Farsang"), som slutar dagen före Askonsdagen. Under firandet uppträder Busós (personer som bär treditionella masker) och inkluderar folkmusik, maskerader, parader och dans. Busójárás firas under sex dagar, vanligtvis i februari. Det börjar på en torsdag, följt av Kisfarsang (Lilla Farsang)-karnevalen på fredagen och med den största festligheten, Farsang vasárnap (Farsang-söndagen) på sjunde söndagen före Påskdagen. Firandet avslutas med Farsangtemetés (Begravning av Farsang) på den följande tisdagen (Fettisdagen eller Mardi Gras).
Dessa traditionella fester har 2009 skrivits in på listan över mänsklighetens omistliga kulturarv.
Enligt lokalbefolkningen har karnevalen sitt ursprung i två olika traditioner som dock berör varandra.
Enligt den mest populära traditionen flydde Mohácsfolket från staden under den  turkiska ockupationen av landet och började bo i de närbelägna våtmarkerna och skogarna för att undvika de osmanska (turkiska) trupperna. En natt, då de satt och pratade runt lägerelden, dök plötsligt en gammal šokacman upp från ingenstans och sa till dem: "Var inte rädda, era liv kommer snart att vändas till det bättre och ni kommer att återvända till era hem. Fram till dess, förbered er för striden, tillverka olika vapen och skrämmande masker till er själva, och vänta på en stormig natt då en maskerad riddare kommer att komma till er."  Han försvann lika fort som han hade kommit. Flyktingarna följde hans order och några dagar senare, under en stormig natt, anlände riddaren. Han befallde dem att sätta på sig sina masker och gå tillbaka till Mohács, och göra så mycket oljud som möjligt. De följde hans råd. Turkarna blev så skrämda av oljudet, maskerna och den stormiga natten, att de trodde det var demoner som attackerade dem. Och innan soluppgången hade de i språng lämnat staden.
I den äldre, mindre populära historien, skrämde busós iväg inte bara turkarna utan även själva vintern.
Lokalbefolkningen har firat Busójárás i början av februari varje år sedan dess, och tagit emot "gästgrupper av Busós" från grannländerna (Kroatien och Serbien, lokala Šokcikroater och slovener) och även från Polen.